# Laccopithecus
 Laccopithecus  ist eine ausgestorbene Gattung der Primaten, die während des späten Miozäns in Asien vorkam. In China entdeckte Fossilien, die zu dieser Gattung gestellt werden, wurden überwiegend in die Zeit vor rund 7 bis 6 Millionen Jahren datiert. Die Gattung und die bislang einzige Art der Gattung, Laccopithecus robustus, wurden erstmals 1984 wissenschaftlich beschrieben. Aufgrund der Merkmale ihrer Zähne wird die Gattung dem Formenkreis der Vorfahren von Gibbons zugerechnet.

## Namensgebung
Laccopithecus ist ein Kunstwort. „Lacco“ ist abgeleitet von „lakustrisch“ (auf einen Süßwassersee bezogen) und verweist auf den Fundhorizont der für die Erstbeschreibung herangezogenen fossilen Knochen, die Überreste eines fossilen Sees im Gebiet der heutigen Gemeinde Shihuiba in der südchinesischen Provinz Yunnan. Die zweite Hälfte des Gattungsnamens ist abgeleitet von dem griechischen Wort πίθηκος (altgriechisch ausgesprochen píthēkos: „Affe“).
Das Epitheton der bislang einzigen wissenschaftlich beschriebenen Art, Laccopithecus robustus, spielt auf die stattliche Körpergröße der Art und deren ‚robusten‘ Körperbau an. Laccopithecus robustus bedeutet demnach „robuster See-Affe“.

## Erstbeschreibung
Als Holotypus der Gattung und zugleich der Typusart Laccopithecus robustus wurden in der Erstbeschreibung drei als zusammengehörig interpretierte Kiefer-Fragmente benannt: ein weitgehend erhalten gebliebener, bezahnter, weiblicher Unterkiefer, in dem nur der rechte Eckzahn fehlt (Archivnummer IVPP PA 880); ein teilweise erhaltener rechter Oberkiefer und ein teilweise erhaltener linker Oberkiefer (IVPP PA 876), jeweils mit mehreren Zähnen. Zusätzlich wurden weitere Funde (= Paratypen) der Erstbeschreibung zugrunde gelegt, so dass sich die Einführung der neuen Gattung und Art auf insgesamt zehn Ober- und Unterkiefer und 60 einzelne Zähne stützte.
Später wurde jedoch erkannt, dass die Bezahnung der beiden Oberkiefer-Fragmente PA 876 auf ein männliches Individuum verweist. Die Gattung wurde demnach nicht durch einen Holotypus begründet, sondern durch Syntypen.

## Merkmale
Fossile spätpliozäne Altweltaffen sind nicht nur aus China bekannt, sondern auch aus Europa und aus Afrika. Daher wurden in der Erstbeschreibung der Gattung insbesondere die Unterschiede zur Gattung Pliopithecus herausgestellt, speziell zur schon 1837 in Österreich entdeckten Art Pliopithecus antiquus, der Laccopithecus robustus in Größe und Morphologie am ähnlichsten ist.
Die in der Erstbeschreibung getroffene Zuordnung zur Familie der Gibbons (Hylobatidae) blieb jedoch umstritten; andere Forscher ordnen Laccopithecus gemeinsam mit Pliopithecus den ausgestorbenen Familien Pliopithecidae oder Crouzeliidae zu.
Außer den Kiefer-Fragmenten und den Zähnen waren zunächst nur das Siamang-ähnliche Endglied eines Fingers sowie die zerdrückten Knochen eines Gesichtsschädels (Archivnummer PA 860) als Belege für die Gattung Laccopithecus entdeckt worden. Aus diesen wenigen Anhaltspunkten war gleichwohl abgeleitet worden, dass das Gewicht der Tiere rund 12 kg betragen habe und dass das Gesicht Gibbon-artig – mit einer kurzen, breiten Schnauze und großen Eckzähnen – gewesen sei. Die unterschiedlichen Größen der erhalten gebliebenen Eckzähne wurden als Hinweis auf einen ausgeprägten Sexualdimorphismus interpretiert.
2025 wurde anhand der zwischen 1976 und 1983 geborgenen, bereits zum Zeitpunkt der Erstbeschreibung bekannten 74 Zahn- und Knochenfunden eine aktualisierte Beschreibung der Gattungsmerkmale veröffentlicht. Demnach stammen alle Belege für die Existenz der Gattung auch weiterhin ausschließlich vom Fundort Shihuiba. Laccopithecus habe relativ kleine Augenhöhlen und nur schwach ausgeprägte Augenbrauenwülste besessen, das Körpergewicht wurde in dieser Studie auf Siamang-artige 10 bis 11 kg geschätzt, und der Sexualdimorphismus wurde als mäßig groß interpretiert. Die Gestalt der Zähne deute darauf hin, dass sich Laccopithecus vorwiegend von Früchten ernährt habe.
Bestätigt wurde 2025 die Zuordnung zur Überfamilie Pliopithecoidea (Zapfe, 1961a) und zur Familie Crouzeliidae (Ginsburg & Mein, 1980); zugleich wurde darauf hingewiesen, dass Laccopithecus der letzte bekannte überlebende Pliopithecoide in Eurasien ist. Seine nächsten Verwandten seien Egarapithecus und Anapithecus (beide fossil nur aus Europa belegt) gewesen, woraus gefolgert wurde, dass Laccopithecus vermutlich der asiatische Nachfahre von europäischen Auswanderern gewesen sein könnte.

## Belege
1. 1 2  Russell H. Tuttle:  Apes and Human Evolution. Harvard University Press, 2014, S. 99, ISBN 978-0-674-07316-6.
2. ↑  Wu Rukang und Pan Yuerong: The Hylobatidae from the Late Miocene of Lufeng, Yunnan. In: Acta Anthropologica Sinica. Band 3, Nr. 3, 1984, S. 185–194, Volltext (Übersetzung aus dem Chinesischen ins Englische, PDF). (Memento vom 26. August 2015 im Internet Archive)
3. 1 2  Pan Yuerong et al.: Sexual dimorphism in Laccopithecus robustus, a late Miocene Hominoid from China. In: American Journal of Physical Anthropology. Band 79, Nr. 2, 1989, S. 137–158, doi:10.1002/ajpa.1330790203.
4. ↑  David R. Begun: The Pliopithecoide. In: Walter Carl Hartwig (Hrsg.): The Primate Fossil Record. Cambridge University Press, Cambridge (UK) 2002, S. 236, ISBN 0-521-66315-6.
5. ↑  D.J. Meldrum und Pan Yuerong: Manual proximal phalanx of Laccopithecus robustus from the Latest Miocene site of Lufeng. In: Journal of Human Evolution. Band 17, Nr. 8, 1988, S. 719–731, doi:10.1016/0047-2484(88)90062-0.
6. ↑  Terry Harrison: A new look at Laccopithecus robustus from the Late Miocene of China: Anatomy, systematics, and paleobiology. In: Journal of Human Evolution. Band 206, 2025, 103728, doi:10.1016/j.jhevol.2025.103728.